# Svätý Kríž
Svätý Kríž es un municipio del distrito de Liptovský Mikuláš en la región de Žilina, Eslovaquia, con una población estimada a final del año 2024 de 964 habitantes.
Se encuentra ubicado al sureste de la región, cerca del curso alto del río Váh (cuenca hidrográfica del Danubio), de los montes Tatras y de la frontera con Polonia y las regiones de Prešov y Banská Bystrica.

## Demografía
| Año        | 1994 | 2004     | 2014     | 2024     |
| ---------- | ---- | -------- | -------- | -------- |
| Población  | 611  | 683      | 801      | 964      |
| Diferencia |      | +11,78 % | +17,27 % | +20,34 % |

| Año        | 2023 | 2024    |
| ---------- | ---- | ------- |
| Población  | 938  | 964     |
| Diferencia |      | +2,77 % |